# 二つの円のある自画像
『二つの円のある自画像』（ふたつのえんのあるじがぞう、蘭: Zelfportret met twee cirkels, 英: Self-Portrait with Two Circles）は、オランダ黄金時代の巨匠レンブラント・ファン・レインが1665年から1669年ごろに制作した自画像である。油彩。油彩画だけで40を超えるレンブラントの自画像の中でも、特に最晩年に制作された作品の1つで、背景に謎めいた2つの円が描かれていることで知られ、様々な解釈が行われたが、いずれの説も広い合意には至っていない。現在はロンドンのケンウッド・ハウスに所蔵されている。またルーヴル美術館に同時期の自画像が所蔵されている。

## 作品

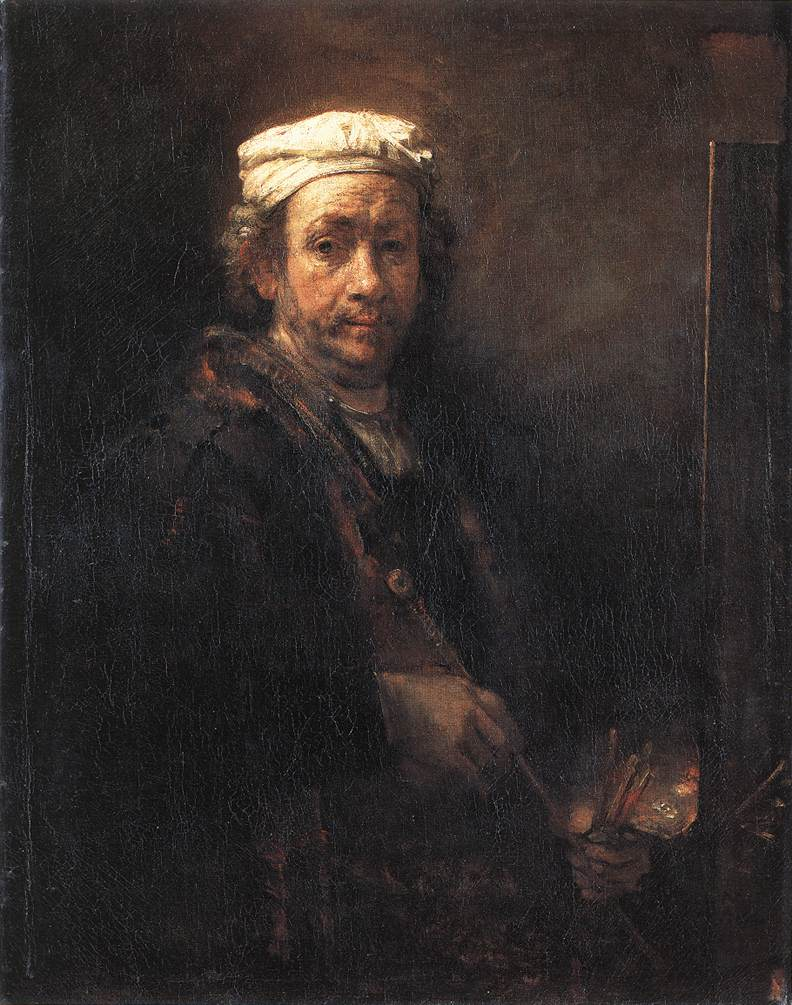
レンブラントの1660年の『画架の前の自画像』。ルーヴル美術館所蔵。レンブラントはここでも白い帽子を被り、作業をしている自身の様子を描いている。

レンブラントは白いリネンの帽子を被り、毛皮で裏打ちされた黒い上着をまとって立ち、鑑賞者の側をじっと見つめる自身の姿を描いている。上着の下に赤いベストを着ており、その下から白いブラウスがのぞいている。レンブラントは右手を腰に置いているようにも見えるが、正確な位置は不鮮明である。これに対して左手には木製のパレットに加えて、数本の絵筆とモールスティック（絵筆を支えるのに用いる腕木）を持っている。レンブラントの背後の壁には2つの円が横に並べて描かれている。どちらの円も大きいために縦長の画面には収まっていない。レンブラントが立っているのは、ちょうど画面中央の2つの円の間であるが、中央よりもやや左側に立っているため、画面左の円の孤がレンブラントの身体で隠れている。背景は灰色がかったベージュであり、本作品のように明るい背景のレンブラントの作品は数が少ない。画面右端には縦に線が入っているが、これはレンブラントの前のイーゼル上に置かれたキャンバスと考えられている。
人物像は実物大よりも大きく描かれている。レンブラントの自画像としては珍しく、署名と日付を欠いているが、科学的な調査により画面の両端は左10センチ、右3センチほど切り落とされた可能性が指摘されており、この切断された箇所とともに署名が失われた可能性も考えられる。
帰属については過去に一度も疑われていない。

### 制作
全体的に粗い描写を特徴としており、部分的に即興的な描写も見られる。たとえば、帽子は幅の広い筆触が残されたままになっており、白い絵具が荒く塗り重ねられている。上着は不鮮明で厚く塗られた絵具は単調であり、右手は描かれておらず、各種の道具を持った左手も不鮮明である。道具の描写はせいぜい何を持っているかが分かる程度のもので、最低限の輪郭を即興的に絵筆を走らせただけで描いている。パレット中央部はほとんど何も描かれていないため、レンブラントの上着が透けて見える。絵具が乾く前に絵筆の柄で引っかいて線を入れる即興的な技法もしばしば使用しており、パレット下の布らしきものや、顔の右眉尻、ひげ、うねるような右ほほ沿いの白髪、ブラウスの胸元などにそれが見られる。ハイライトは人物像の右の額、頬、あご、鼻先に配置している。とりわけ鼻先のハイライトはおおまかで、絵具を置いただけという印象であり、周囲の肌の色となじませた形跡がなく、さらにその隣に赤い絵具を置いている。下地はおそらく薄い灰色を用いているが、髭の左側やあごの割れ目など、部分的に露わになっている。
X線撮影による科学的調査は、レンブラントが腕と身体の向きを変更していることを明らかにしている。当初、レンブラントは鏡に映った姿をそのまま描いており、画中の身体はわずかに右を向き、左手に1本の絵筆を、右手に数本の絵筆とモールスティックを持っていた。また絵筆を持った左手は高く上げられ、キャンバスに向かって色を塗るポーズをとっていた。しかし鏡に映った姿は左右が逆になるため、実際の姿として描く必要から左手を下げ、右手に持った物を左手に移した。この修正は即興的に行われた。
最も謎めいている背後のシンプルな2つの円は制作途中のような印象を受けるが、この状態で完成していると考えられている。興味深いことに、作中で最も完成度が高いのは背景部分である。加えてレンブラントが珍しく明るい色調で背景を描いている理由は、円を視認しやすくするためであり、したがって背景に円を描くことは当初から意図していたと考えられる。X線撮影による調査で、円の内側に何かを描こうとしたり、あるいはすでに描かれていたものを消し去った痕跡が発見されなかったことはそれを裏付けている。

## 解釈

### 完全性と永遠性説

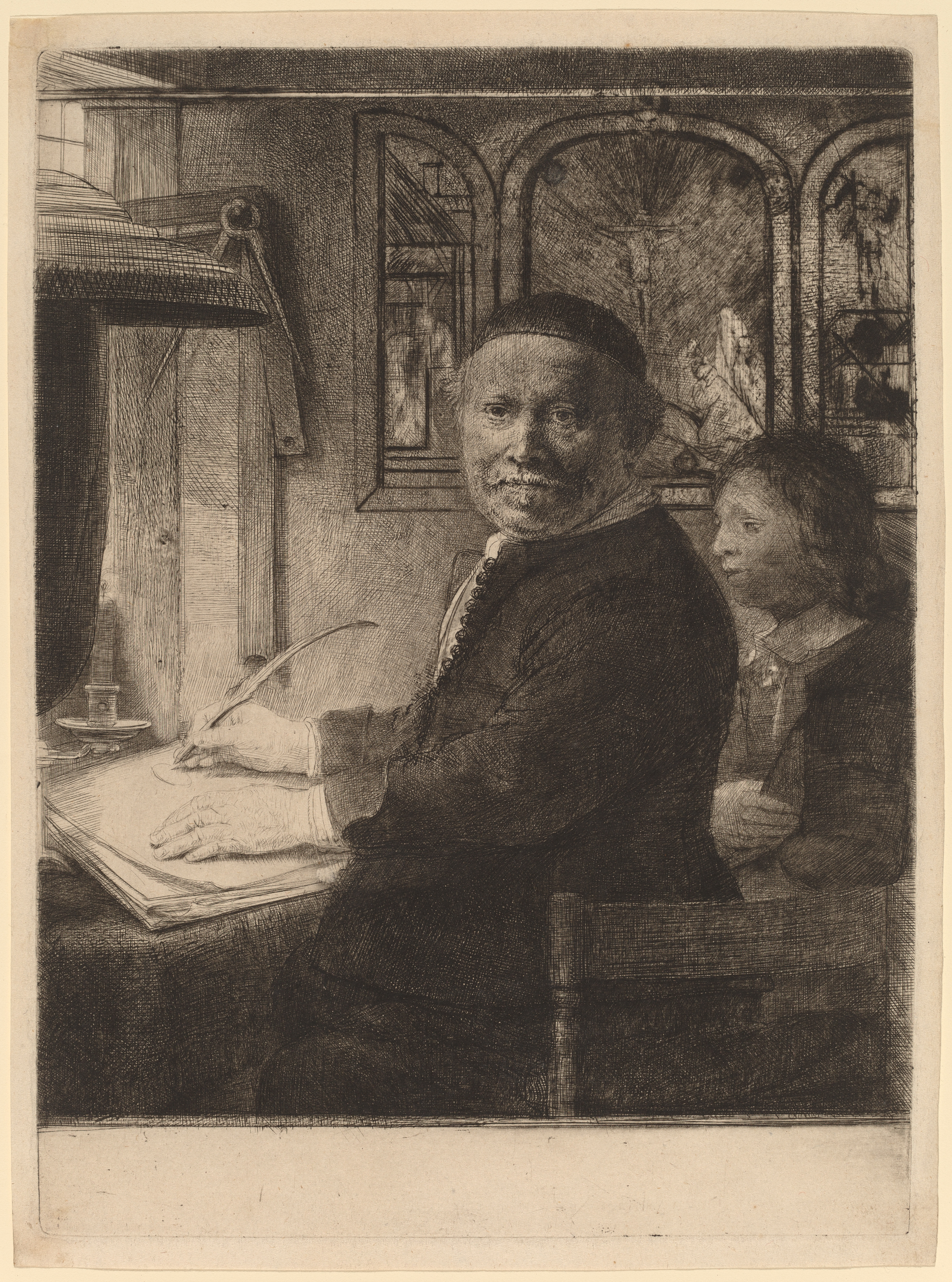
レンブラントの1658年ごろのエッチング『リーフェン・ウィレムス・フォン・コペノル』。筆耕者として知られていたコペノルの手元の紙には、円が書き込まれている。

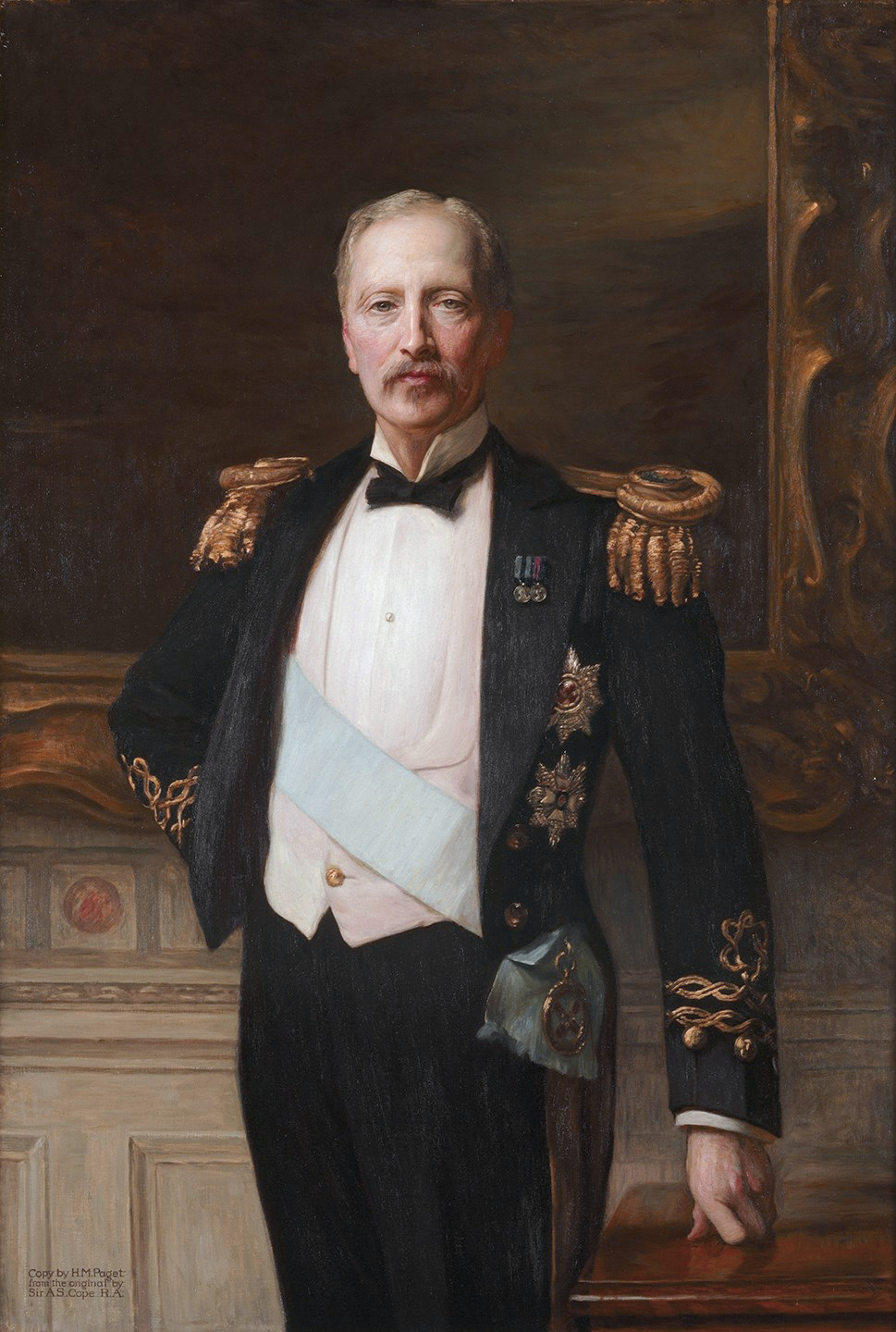
本作品の所有者の1人、初代アイヴァー伯爵エドワード・セシル・ギネス。

1970年、美術史家ベン・ブロースは、1658年のエッチング『リーフェン・ウィレムス・フォン・コペノル』（Lieven Willemsz van Coppenol）において、レンブラントがモデルの筆耕家コペノルの手元の紙に円を描き込んでいる点に注目し、カレル・ファン・マンデルがジョルジョ・ヴァザーリに基づいて紹介したイタリア人画家ジョット・ディ・ボンドーネの有名な逸話と結びつけて解釈した。それによるとジョットは画家としての自らの技術を披露するため、コンパスを用いずに円を描いたと伝えられている。そこでブロースはレンブラントがエッチングに円を描くことにより、コペノルの筆耕家としての優れた技術を象徴的に示していると指摘した。またブロースは、詩人ヨースト・ファン・デン・フォンデルが円を永遠性の象徴と解釈した詩を残していることを指摘し、レンブラントは本作品の背景に円を描き、完全性と永遠性の前に立つ自らの姿を描くことで、自身を偉大な画家であると主張しているとした。
この説は現時点では最も妥当性のあるものとされているが、反論もある。たとえばこの2つの円がジョットの逸話に基づいているならば一筆で描かれているべきであるが、レンブラントは画面右の円を数回にわたって線を繋いで描いている。描かれた円の形状は歪みのない真円とは言えず、また部分的にしか描かれていない。

### 理論と実践説
ヤン・アメリング・エメンス（Jan Ameling Emmens）の1968年の説によると、背景の円はレンブラントの絵画に対する理論的表明である。エメンスはチェーザレ・リーパの寓意画集『イコノロジーア』に基づいて背景の2つの円を「理論」と「実践」の象徴とし、背景の2つの円の間に立つ自身を描くことで、「理論」と「実践」の間に立つ才能の持ち主であることを象徴的に主張していると解釈した。またエメンスは画面右の円弧と右端の直線を「実践」の擬人像が持つ円と物差しであると考えた。もっとも、右端の直線は画中に描かれたキャンバスであると考えられており、エンメスの解釈は誤りと見なされている。

### 世界地図説
アンリ・ファン・デ・ヴァール（1956年）、およびクルツ・バウホ（1966年）は背景の2つの円は半球の地図を示していると指摘した。さらにH・ペリー・チャップマン（H. Perry Chapman）は普遍的な巨匠になるという野心を世界地図によって表したとした。しかしこの解釈はブラウン（1991年）、デ・ヨング、ヴェーテリンク（2005年）といった多くの反論によって退けられている。

## 来歴
絵画の初期の来歴は不明である。少なくとも1750年代半ばにはフランスのヴァンス伯爵クロード＝アレクサンドル・ド・ ヴィルヌーヴ（Claude-Alexandre de Villeneuve, Comte de Vence）が所有しており、1755年にアントワーヌ・ド・マルスネ・グイ（Antoine de Marcenay de Ghuy）が版画を制作している。その後、絵画はブリュッセルの何人かの個人コレクションに所蔵され、イギリスの肖像画家ジョシュア・レイノルズ卿がフランドルとオランダを旅行した際に本作品を見ている。19世紀になると絵画はロンドンに移った。絵画を購入したのは画商ウィリアム・ブキャナン（William Buchanan）とおそらくクリスティアヌス・ヨハネス・ニーウェンハイス（Christianus Johannes Nieuwenhuys）であり、1836年に第3代ランズダウン侯爵ヘンリー・ペティ＝フィッツモーリスによって800ポンドで購入された。それから間もなく侯爵は死去し、絵画は一族に相続された。その後絵画は長年にわたって侯爵家が所有していたが、1888年に孫の第5代ランズダウン侯爵ヘンリー・ペティ＝フィッツモーリスは画商アグニューズに売却し、同年7月10日、初代アイヴァー伯爵エドワード・セシル・ギネスが購入した。1925年、アイヴァー伯爵はロンドンのケンウッド・ハウスを購入し、肖像画ほか62点の絵画コレクションを移した。そして1927年に死去すると、自身のコレクションを邸宅および邸宅がある敷地とともに国家に遺贈した。

## ギャラリー

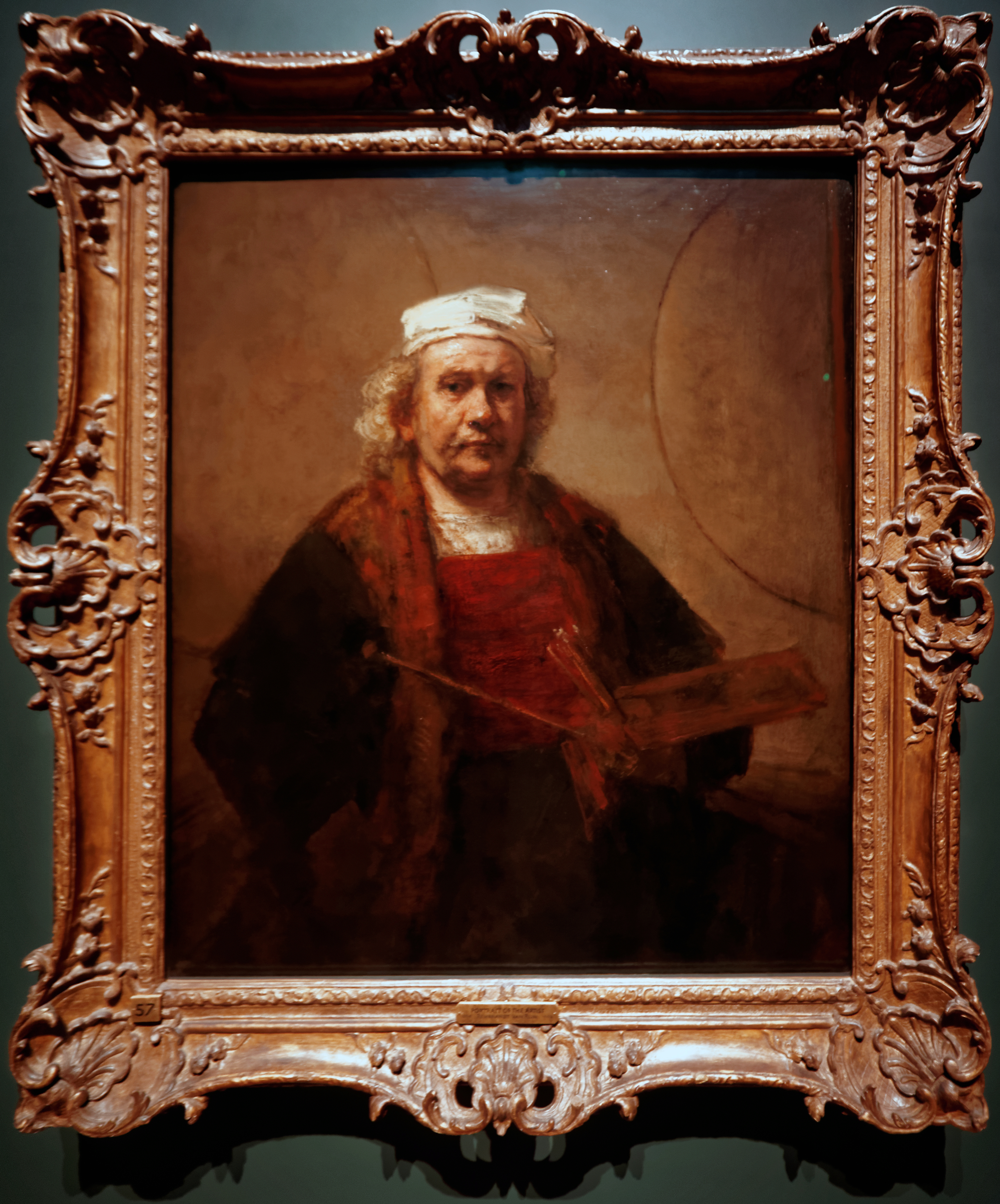
額縁
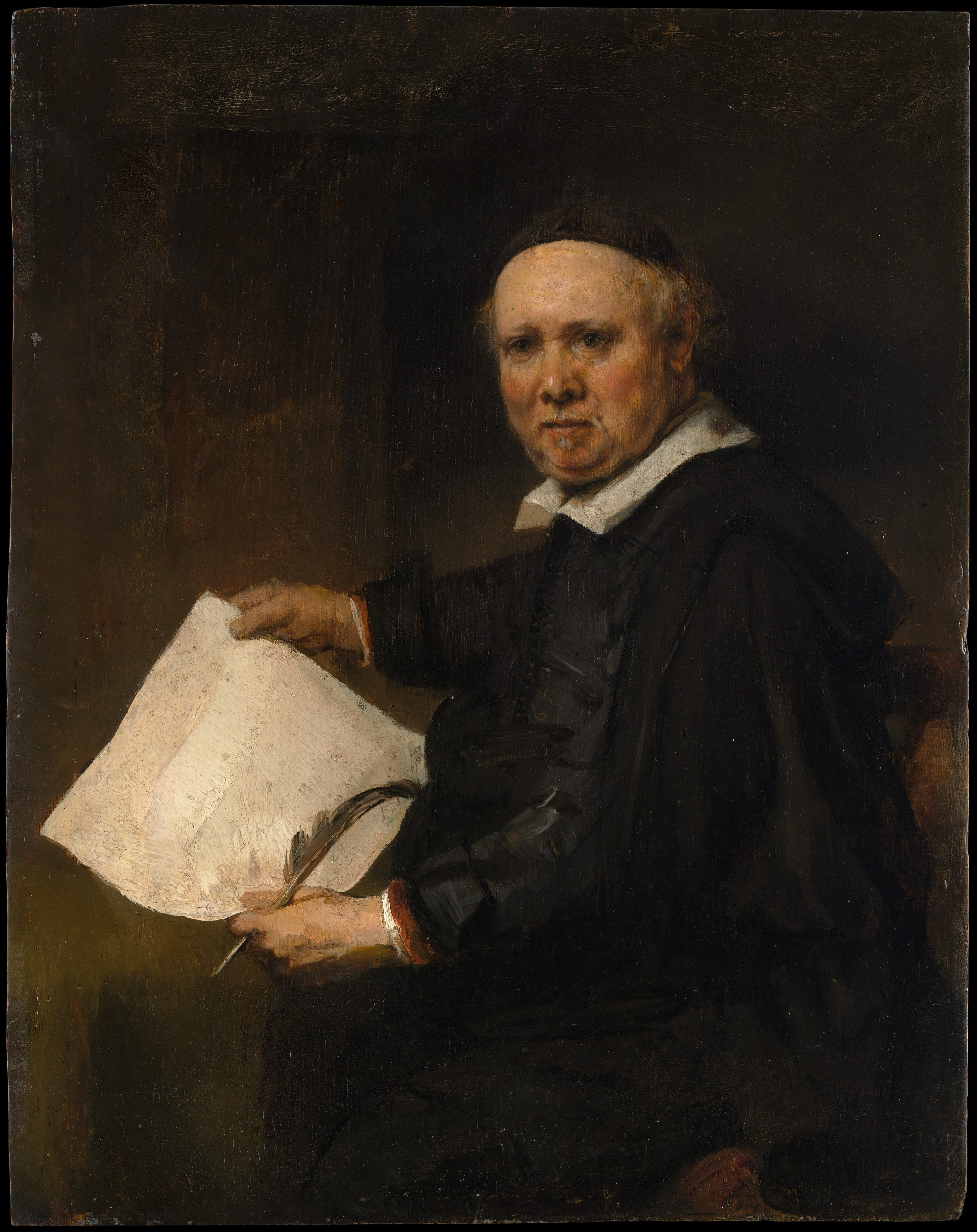
『リーフェン・ウィレムス・フォン・コペノルの肖像』1658年ごろ メトロポリタン美術館所蔵
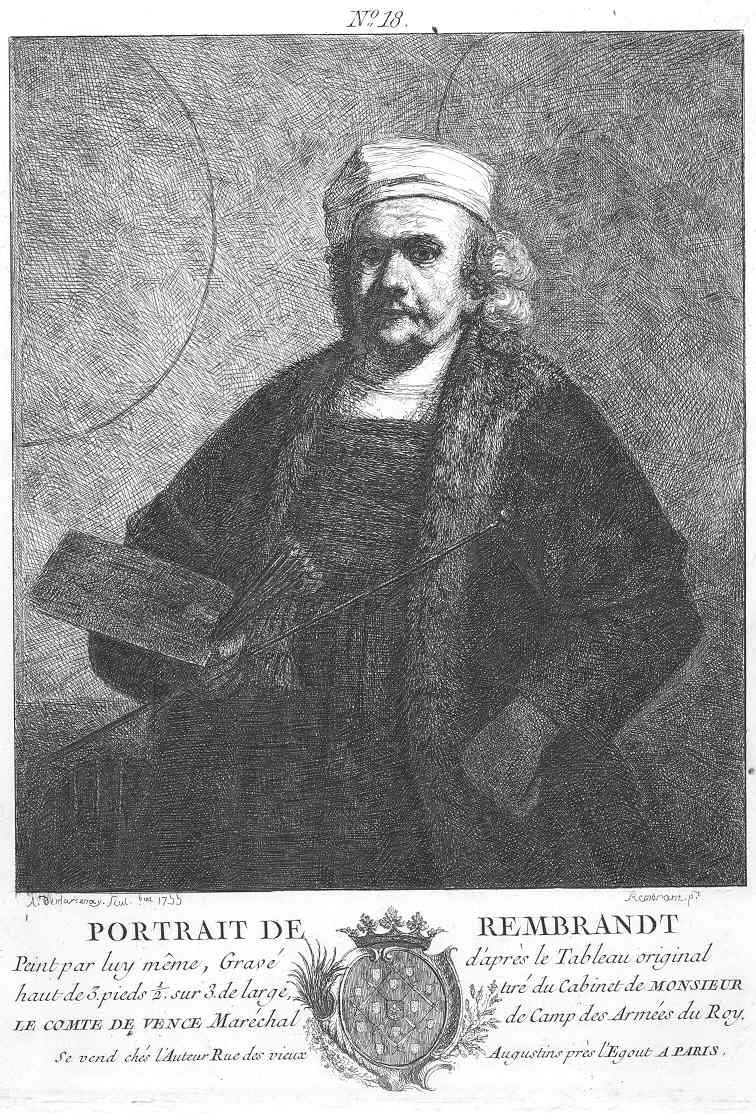
アントワーヌ・ド・マルスネ・グイの本作品の版画 1755年